# Archives communales

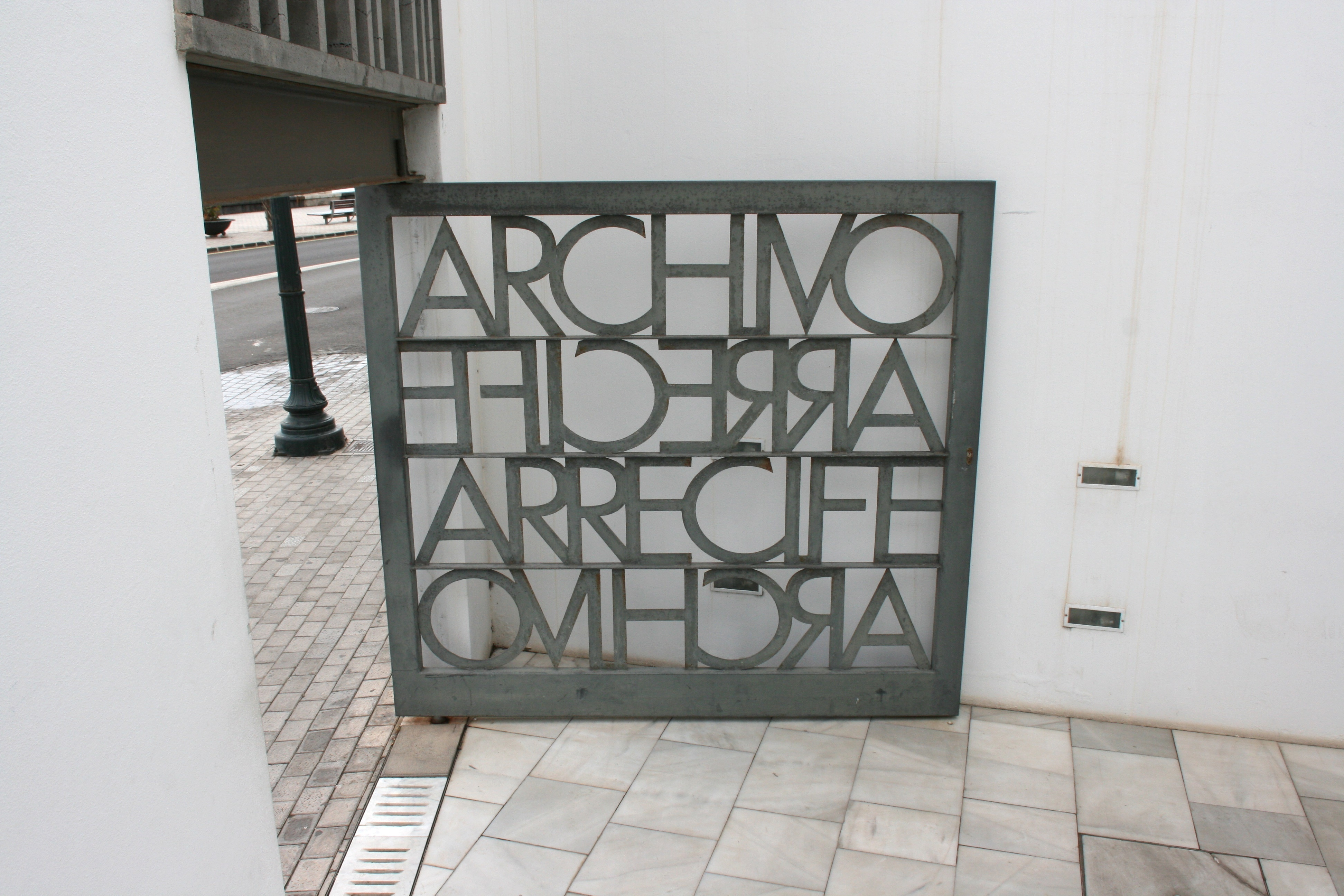
Portail des archives municipales de Arrecife, îles Canaries, Espagne.

Les termes « archives communales » et « archives municipales » désignent tout à la fois : 
- les archives produites par la mairie et les services municipaux d’une commune ;
- le service qui les conserve et les communique au public ;
- le bâtiment qui les abrite.

Ces archives sont aussi nommées « archives locales » ou « archives des administrations locales » (italien Archivi di enti locali, espagnol Archivos de la administración local).

## Description
Le cadre juridique et l’organisation des archives communales est souvent réglé par les circonscriptions territoriales plus larges (les départements en France, les cantons en Suisse). Des règlements municipaux existent parfois qui définissent plus ou moins précisément le fonctionnement de leurs archives. Par exemple, une loi de 1988 de la ville de Luxembourg prévoit que « Le collège des bourgmestre et échevins veille à la garde des archives, des titres et des registres de l'état civil ; il en dresse les inventaires en double expédition, ainsi que des chartes et autres documents anciens de la commune, et empêche qu'aucune pièce ne soit soustraite du dépôt ».
Voici comment le service des archives du département français de Seine-et-Marne définit le rôle des archives communales : « Les archives communales constituent la mémoire de la commune. Leur conservation garantit la bonne gestion administrative de la commune, en particulier pour justifier ses droits.
Elles permettent aussi de retracer son histoire dans des articles, des publications, des expositions ou via Internet et participent à la création du lien social au sein de la collectivité ».
À la suite des regroupements ou divisions de communes, un service d’archives peut réunir les documents concernant plusieurs anciennes communes. Les sociétés locales et des privés y déposent parfois aussi leurs archives. Exemple à Montreux (Suisse) : « Les Archives de Montreux conservent le patrimoine écrit et graphique des anciennes communes des Planches et du Châtelard (1269-1961), de celle de Montreux (dès 1962) et du Cercle administratif de Montreux (1429-1962), ainsi que plus de 80 fonds privés relatifs à l’histoire montreusienne ».

## Diversité
Les archives communales sont de tailles extrêmement variables et leurs fonds présentent une grande diversité. Les archives anciennes des communes sont parfois conservées dans les archives des administrations couvrant un territoire plus large (les archives départementales en France, les archives cantonales en Suisse).
Les archives de la ville de Cologne (Historisches Archiv der Stadt Köln) sont parfois surnommées « Les plus grandes archives communales au Nord des Alpes »,, avec leurs 30 km de rayonnages. Ces archives ont malheureusement été victimes d’un effondrement du bâtiment en 2009 (65 personnes travaillaient en 2015 à leur restauration).
Une petite ville comme Carouge (canton de Genève en Suisse) conserve environ 400 mètres linéaires d’archives. Une petite municipalité rurale n’aura peut-être que quelques mètres d’archives.

### Galerie de documents
Quelques exemples de documents conservés dans des archives communales, du XIe au XXe siècle.

Droit de battre monnaie, ville de Schaffhouse (Suisse), 1045.
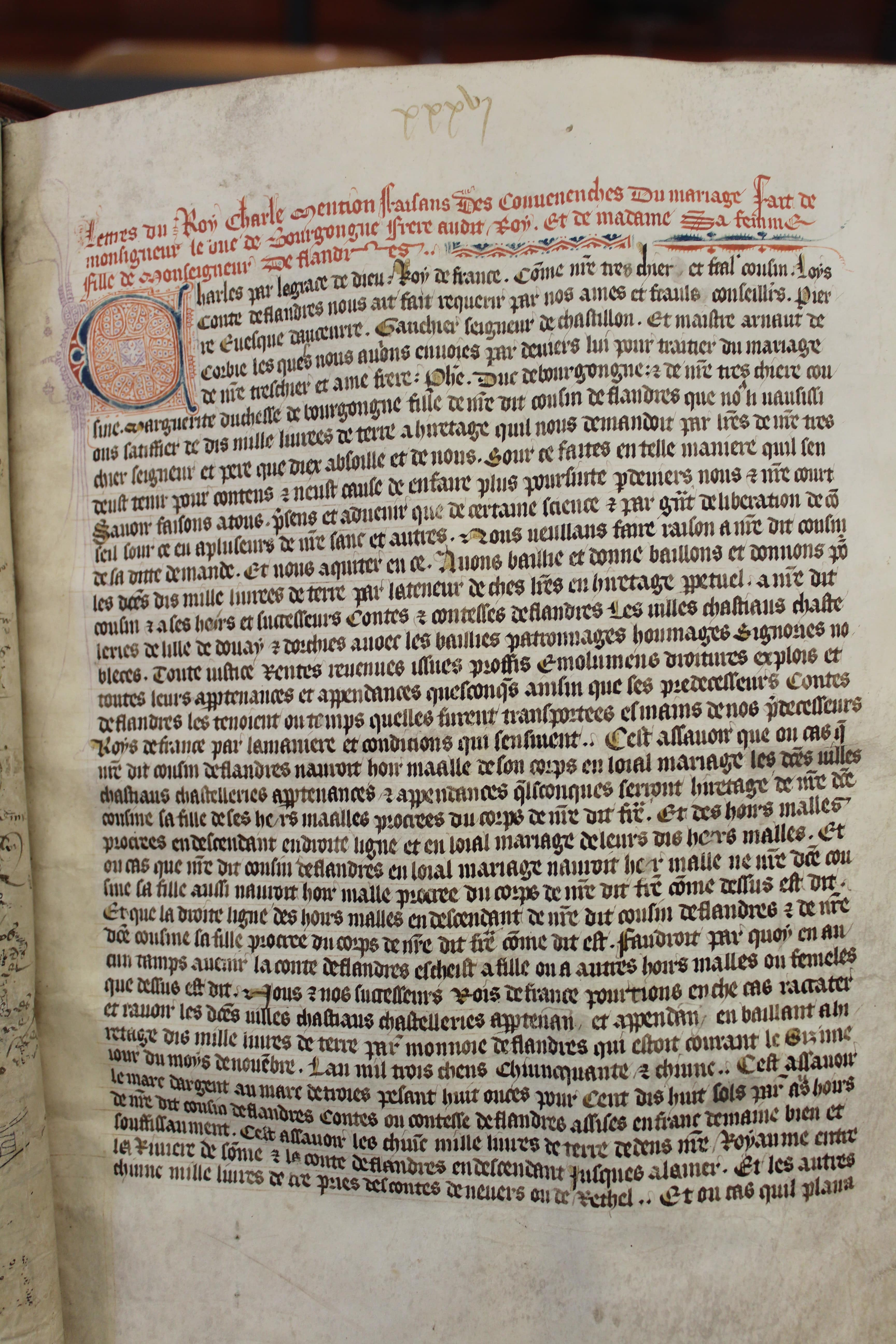
Folio 36 recto du cartulaire AA 84 de Douai, réalisé entre le début du XIVe siècle et le début du XVIIe siècle.
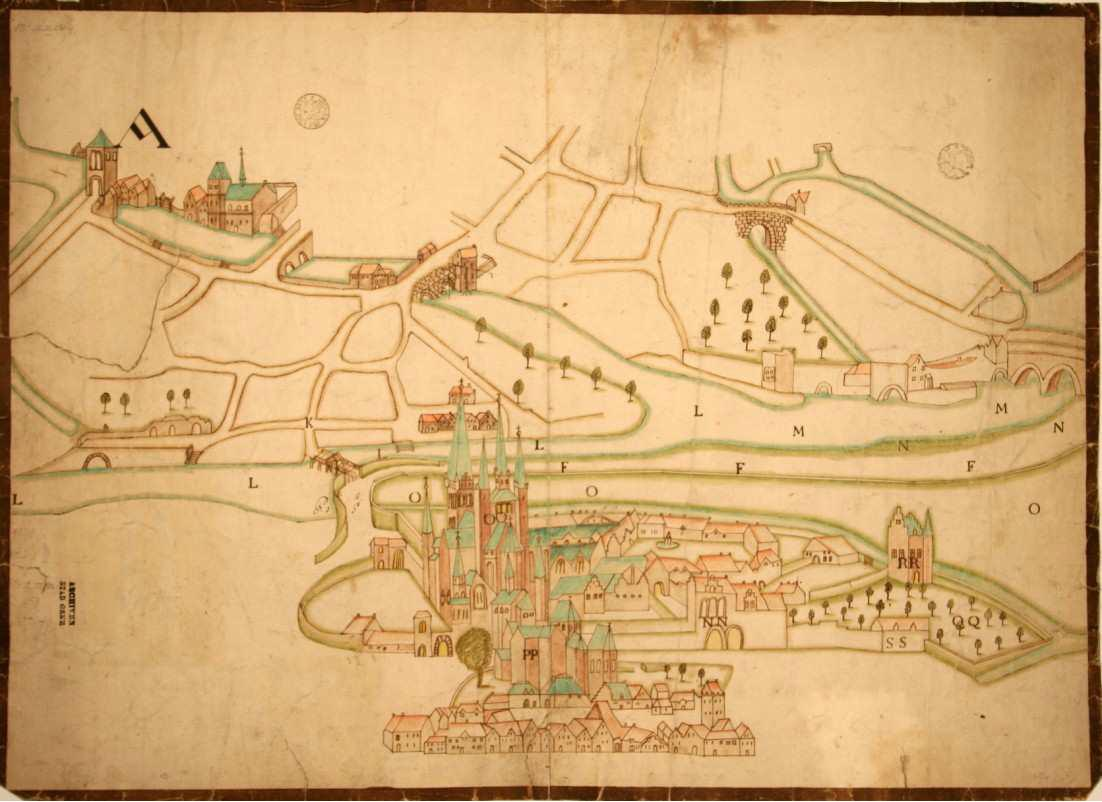
Plan, ville de Gand (Belgique), 1728.
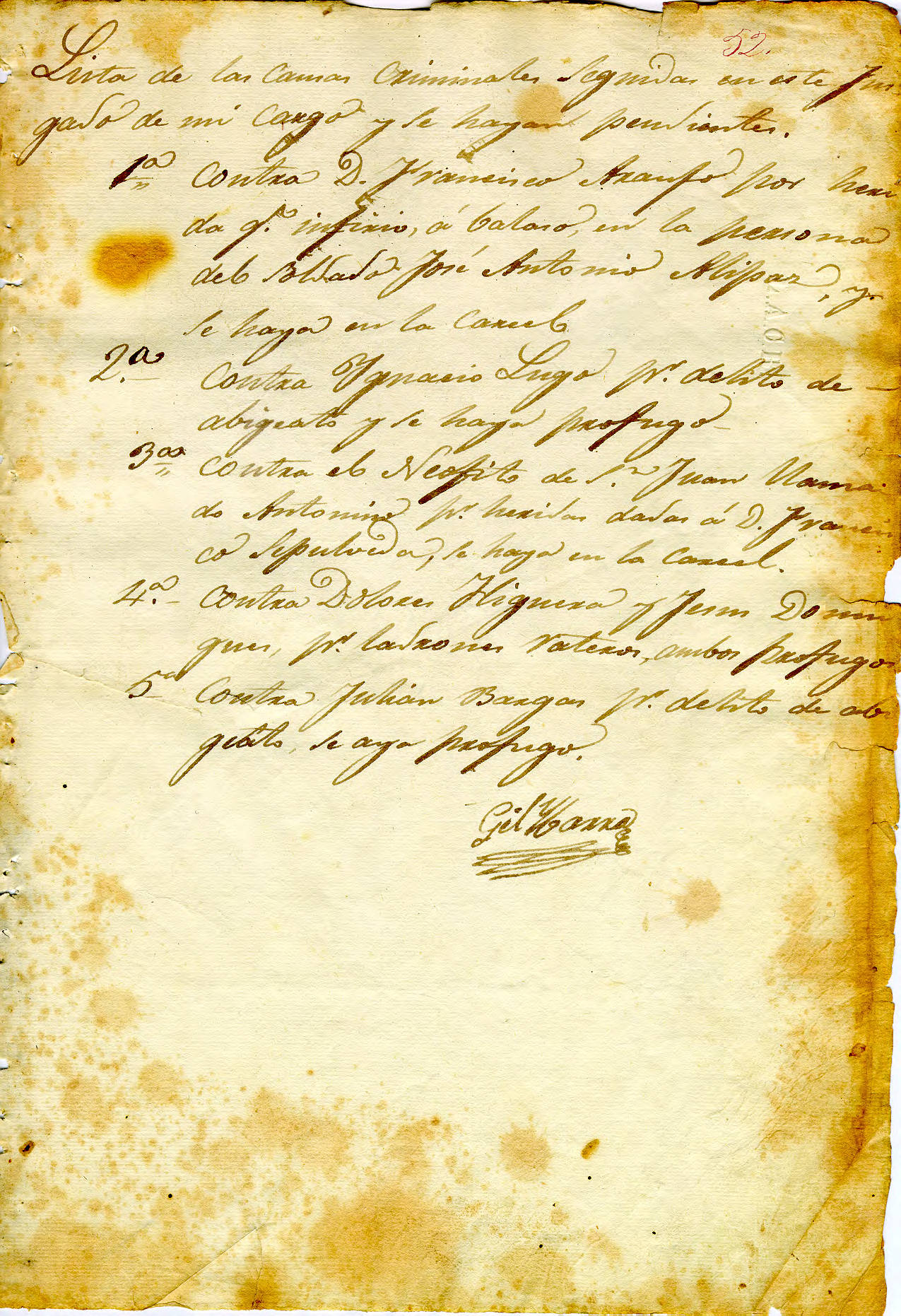
Liste de cas criminels, ville de Los Angeles (États-Unis), 1839.
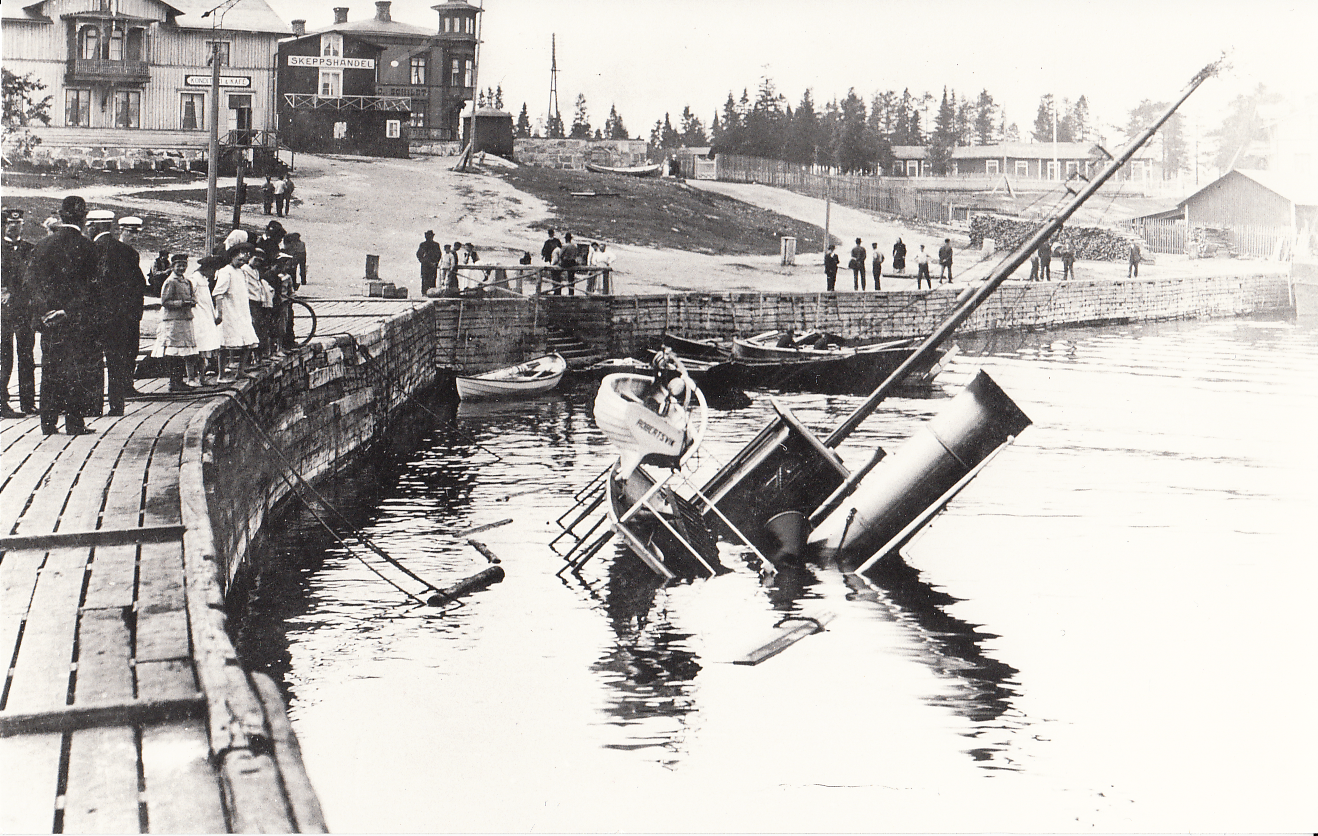
Le vapeur Robertsson, ville d’Umeå (Suède), vers 1900.
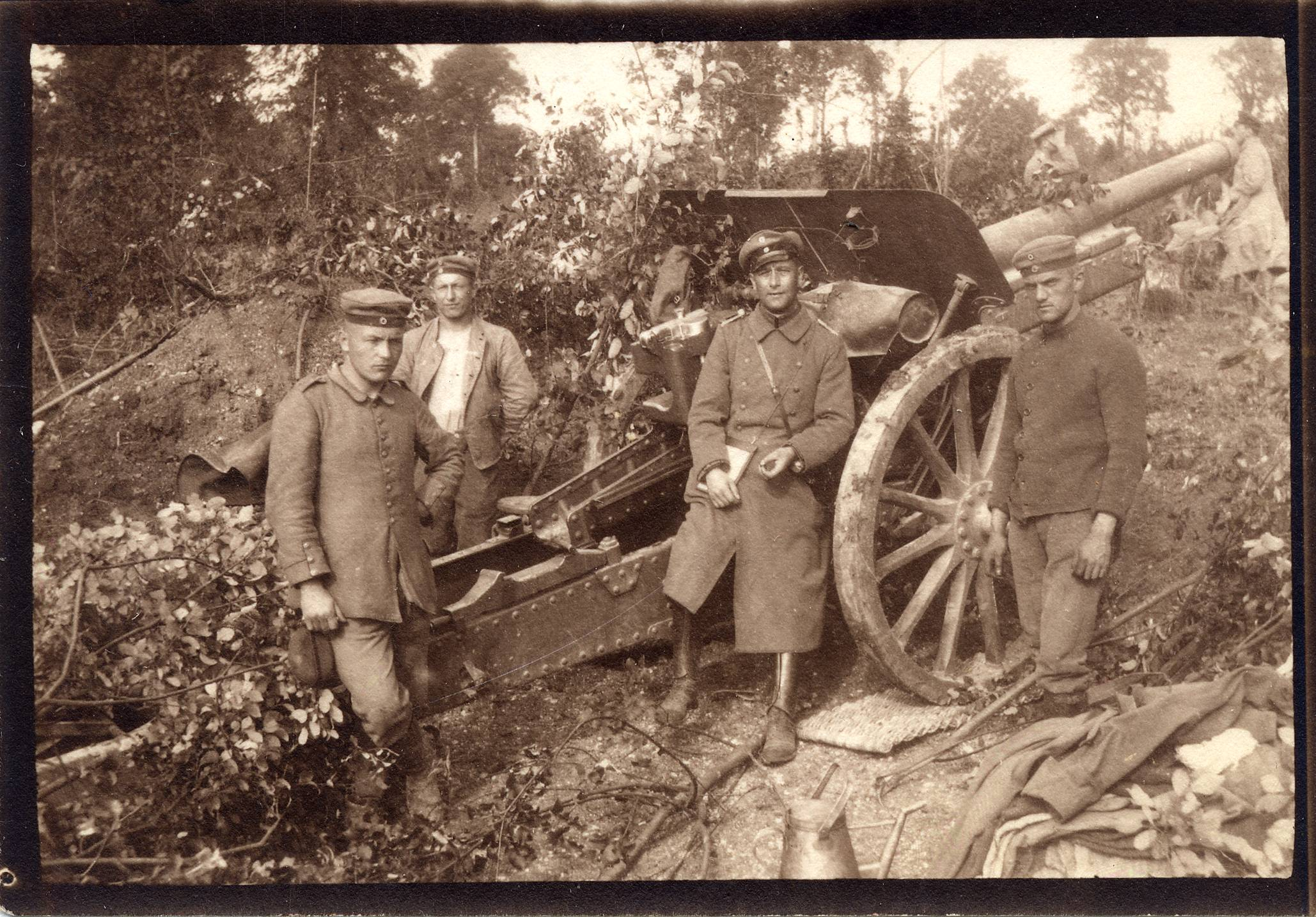
Artilleurs allemands, archives municipales de Toulouse (France), 1914-1918.
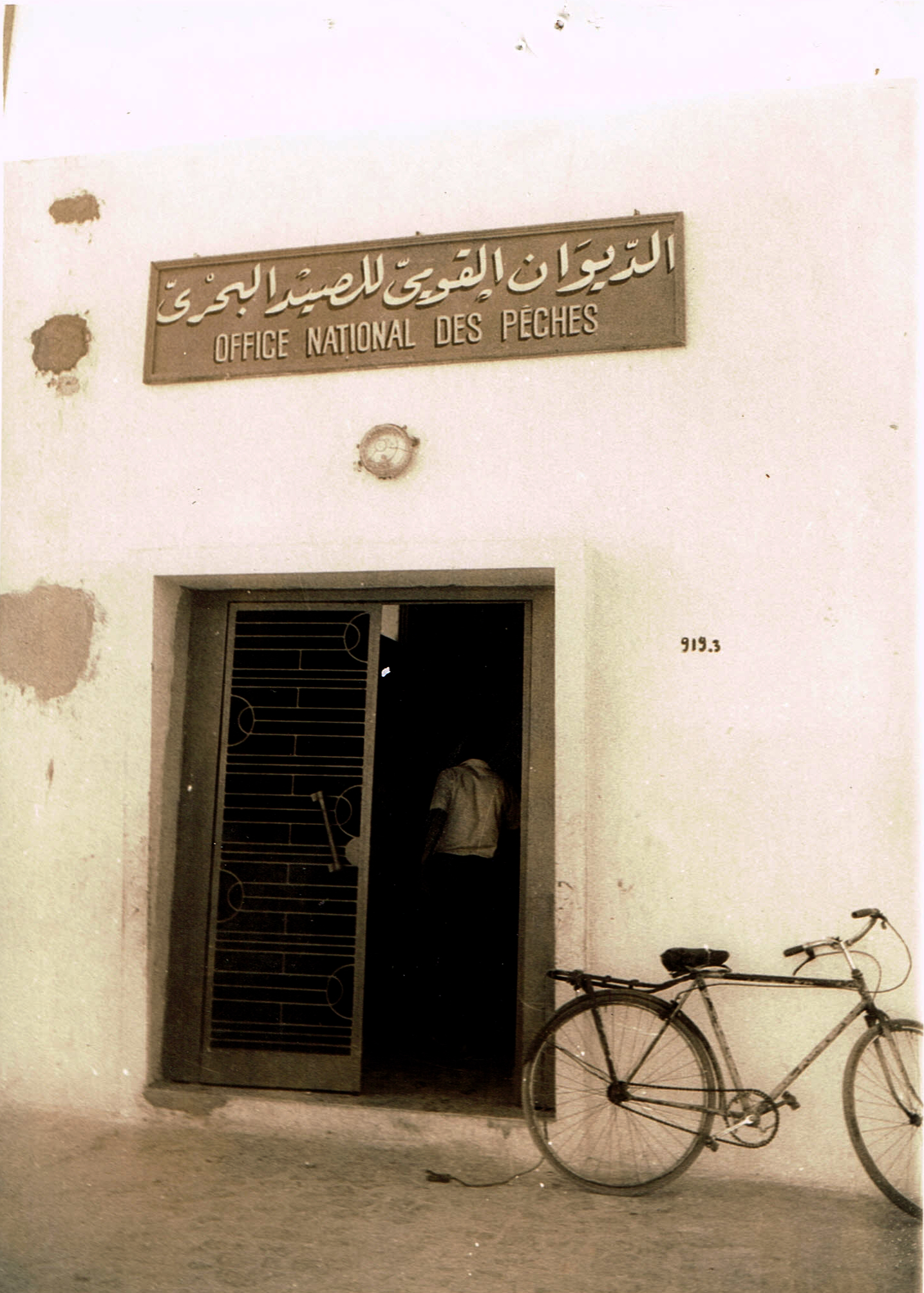
Office national des pêches, archives de Sayada (Tunisie), 1960.

### Galerie de bâtiments
Quelques exemples de bâtiments d’archives communales, par ordre alphabétique.

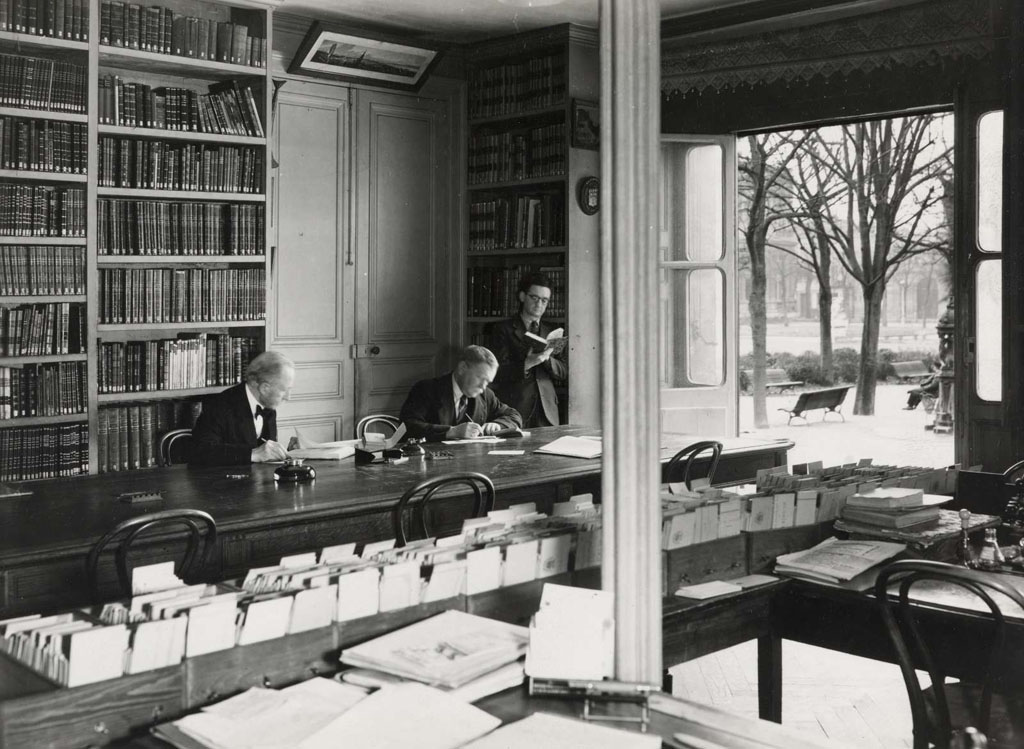
Salle des archives, hôtel de ville de Bordeaux.
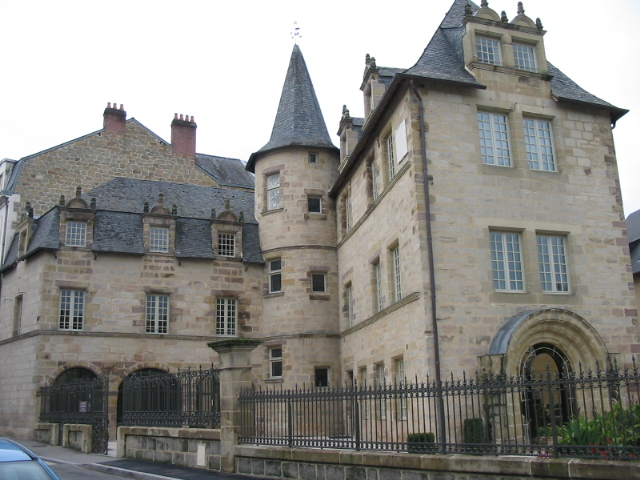
Archives de Brive-la-Gaillarde.
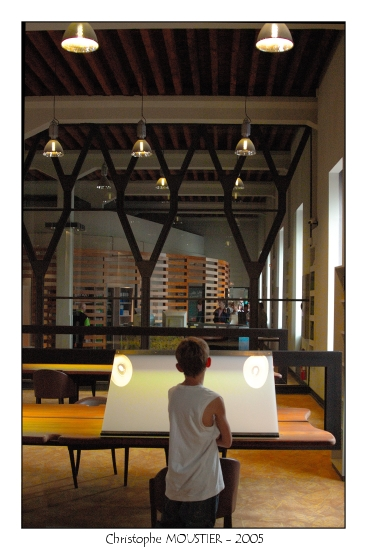
Salle de lecture, archives de Marseille.
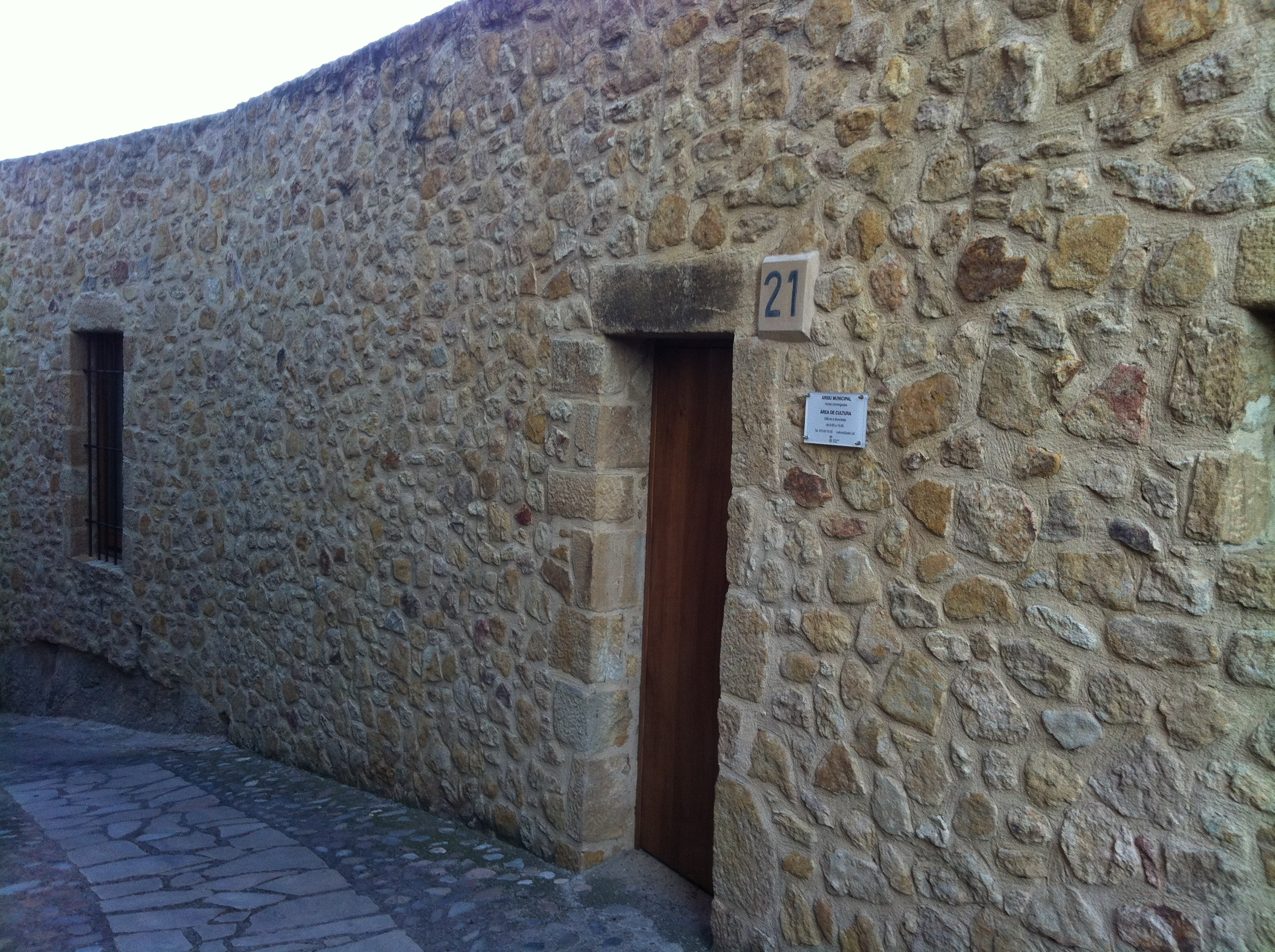
Archives de Pals (Espagne).
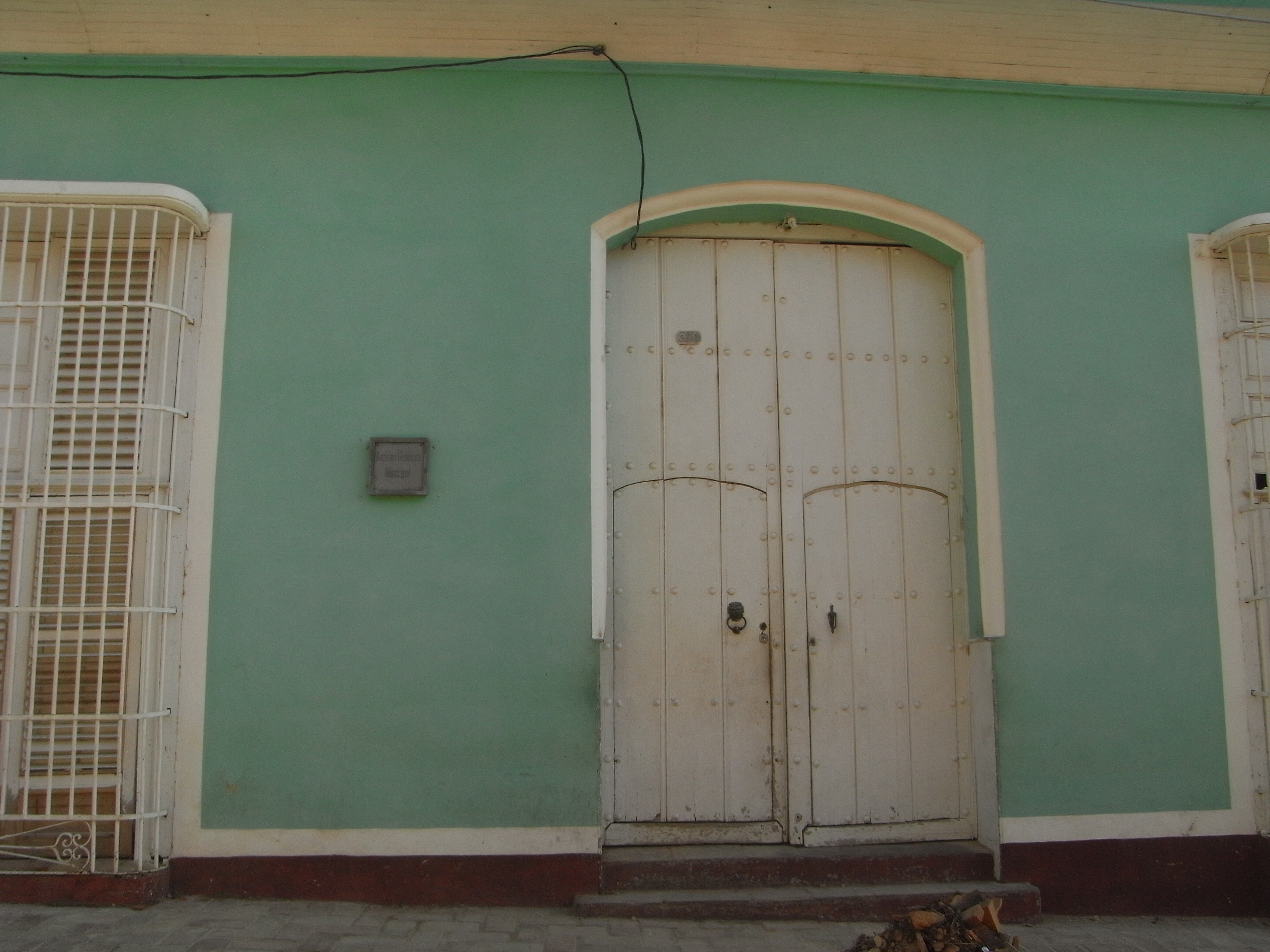
Archives de Trinidad (Cuba).